# Дурново, Алексей Александрович
Алексе́й Алекса́ндрович Дурново́ (род. 1 августа 1985, Москва) — российский журналист, писатель, спортивный комментатор и блогер.

## Биография
Родился в семье филологов. В 2002-м году закончил московскую гимназию № 1567. Закончил Институт филологии и истории Российского Государственного Гуманитарного Университета. В июне 2007 года защитил диплом по французской истории XVI века. С ноября 2007 по июль 2018 работал на радиостанции «Эхо Москвы». Был корреспондентом, ведущим эфиров и спортивным обозревателем. Вёл программы «Дневной разворот», «Спорт-курьер» и «Футбольный клуб».
С декабря 2011 по декабрь 2015 был главным редактором сайта исторического журнала «Дилетант». Также писал статьи для сайта. В 2013-м году сайт исторического журнала «Дилетант» получил «Премию Рунета».
В 2018-м году покинул радиостанцию «Эхо Москвы» и вскоре стал работать футбольным комментатором. Комментировал на «Телеспорте» матчи футбольных чемпионатов Испании и Италии, а также соревнования XXXII Летних Олимпийских Игр в Токио, и XXIV Зимних Олимпийских Игр в Пекине. Непродолжительное время комментировал для компании «vSporte» матчи дивизиона «Б» Второй лиги. Сейчас работает на «Okko. Спорт», где комментирует матчи футбольных чемпионатов Франции и Аргентины.
Является автором книг и комиксов.
Создатель и ведущий телеграм-канала «Вечерний Дурново» на спортивную тематику. По состоянию на февраль 2023 года у канала более семи тысяч подписчиков.
Женат. Воспитывает дочь.